# Изотерма (метеорология)

Изотермы средней температуры января в Европе

Изоте́рма (др.-греч. ἴσος «равный», θέρμη «тепло») — изолиния одинаковых температур, т. е. линия, соединяющая места с одинаковой температурой. Обычно используются понятия изотермы июля и изотермы января.
Чтобы наглядно показать, каковы температуры в разных частях земной поверхности, используют изотермы. Изотермы среднегодовых температур позволяют оценить связанный с температурой климат различных местностей. Могут заменяться зонами, в которых температура колеблется от определённого значения до другого определённого значения — в таком случае изотермами будут границы таких зон.